# Veľké Raškovce
Veľké Raškovce és un poble i municipi d'Eslovàquia. Es troba a la regió de Košice, a l'est del país.

## Història
La primera referència escrita de la vila data del 1332.

## Demografia
| Godina             | 1994 | 2004    | 2014    | 2024   |
| ------------------ | ---- | ------- | ------- | ------ |
| Nombre de persones | 316  | 350     | 311     | 305    |
| Diferència         |      | +10,75% | −11,14% | −1,92% |

| Godina             | 2023 | 2024   |
| ------------------ | ---- | ------ |
| Nombre de persones | 298  | 305    |
| Diferència         |      | +2,34% |